# Thomas Wake, 2. Baron Wake

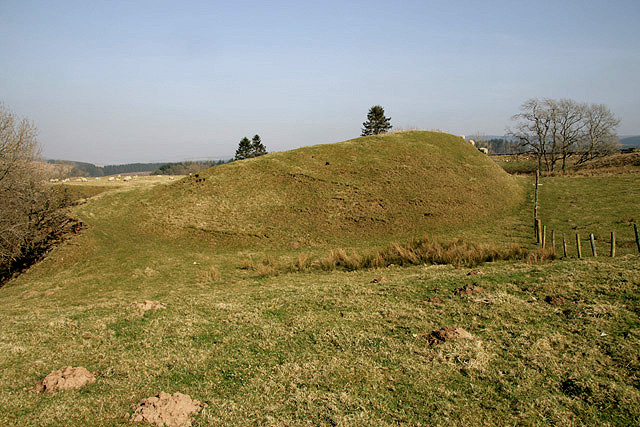
Von Wakes Burg Liddel sind nur noch Erdwälle erhalten

Thomas Wake, 2. Baron Wake (* um 20. März 1298; † 30. oder 31. Mai 1349) war ein englischer Adliger und Militär.

## Herkunft und Kindheit
Thomas Wake war ein Sohn von John Wake, 1. Baron Wake und von dessen Frau Joan, die vermutlich eine Tochter von Sir John Fitzbernard aus Kingsdown in Kent war, nach anderen Angaben soll seine Mutter eine Tochter von William de Fiennes und von Blanche de Brienne, Dame de La Loupelande gewesen sein. Sein Vater starb bereits im April 1300, seine Mutter vor 1309. Als Erbe seines Vaters wurde er Baron Wake, of Liddell, doch bis zu seiner Volljährigkeit fiel sein Erbe an die Krone, die es zur Verwaltung an Henry de Lacy, 3. Earl of Lincoln, dann an Piers Gaveston und schließlich an Königin Isabella vergab.

## Baron unter König Eduard II.
Wake heiratete vor dem 9. Oktober 1316 ohne Erlaubnis des Königs Blanche of Lancaster, die älteste Tochter von Henry of Lancaster und von Maud de Chaworth. Über die Eigenmächtigkeit Wakes war der König zunächst verärgert, da er Wake mit Joan, der Tochter seines ermordeten Freundes Gaveston verheiraten wollte. Deshalb verurteilte er ihn zu einer Geldstrafe in Höhe von £ 1000. Durch Vermittlung seines Schwiegervaters vergab der König ihm schließlich am 6. Juni 1317 und übergab ihm sein Erbe, obwohl er noch minderjährig war. Zu seinem Erbe gehörten Bourne und Ländereien in Lincolnshire, Cottingham in Yorkshire sowie Liddel Strength mit Ländereien in Westmorland und Cumberland. Dazu hatte er Ansprüche auf Besitzungen in Dumfriesshire und Liddesdale, die aber während des Ersten Schottischen Unabhängigkeitskriegs von schottischen Parlamenten für verwirkt erklärt worden waren.
Als bedeutender nordenglischer Grundbesitzer nahm Wake zwischen 1318 und 1323 an Feldzügen gegen Schottland teil. Am Feldzug von 1318 nahm er mit 40 Gefolgsmännern teil, auch an der Belagerung von Berwick 1319 waren Gefolgsmänner von ihm beteiligt, obwohl er selbst nicht zugegen war. Im April 1323 diente er als eine der englischen Geiseln, die in Schottland für die Sicherheit des schottischen Gesandten Thomas Randolph, 1. Earl of Moray während der Verhandlungen über einen Waffenstillstand bürgten.
Anfang 1321 stand er zunächst den Marcher Lords nahe, die sich im Despenser War gegen den Einfluss des königlichen Günstlings Hugh le Despenser erhoben, und der sich Thomas of Lancaster, ein Onkel seiner Frau anschloss. Bei dem anschließenden Bürgerkrieg, die mit der Niederlage und der Hinrichtung Lancasters endete, blieb Wake vermutlich jedoch loyal zum König. Während der nächsten Jahre stand er in der Gunst des Königs, und die Heirat seiner Schwester Margaret mit Edmund of Woodstock, dem jüngsten Halbbruder des Königs, verstärkte 1325 diese Beziehung. Während des Kriegs von Saint-Sardos wurde er im Dezember 1324 für das Heer von John de Warenne, 7. Earl of Surrey aufgeboten, das in die Gascogne aufbrach.

## Teilnahme an den Rebellionen gegen Eduard II. und Roger Mortimer
Dennoch zeigte sich im März 1326 seine politische Unzufriedenheit, als er einer Aufforderung, am königlichen Rat teilzunehmen, nicht folgte. Die Gründe hierfür sind unklar, vielleicht wurde er durch seinen Schwiegervater beeinflusst, der nach der Hinrichtung seines Bruders Thomas of Lancaster in Opposition zum König stand, vielleicht war er auch über die Verhandlungsergebnisse mit den Schotten unzufrieden, durch die er in Südschottland Besitzungen verloren hatte, oder er war letztlich mit der tyrannischen Herrschaft des Königs und seines Günstlings Despenser nicht mehr einverstanden. Auf jeden Fall unterstützte er im September 1326 offen die Landung von Königin Isabella und ihres Liebhabers Roger Mortimer. Er schloss sich ihnen in Gloucester an und gehörte zu den Baronen, die am 25. Oktober in Bristol die Ernennung von Eduard, dem ältesten, jedoch noch minderjährigen Sohn von König Eduard II., zum Bewahrer des Reiches unterstützten. Die neuen Machthaber belohnten seine Unterstützung am 10. November 1326 mit dem Amt des Forstrichters für die königlichen Forste südlich des Trent und am 9. Dezember mit dem Amt des Constable of the Tower, dazu wurde er am 9. Dezember auch Constable von Hertford Castle. Im Januar 1327 wurde er vom Parlament in Westminster zum Mitglied des Kronrats ernannt, der während der Minderjährigkeit des neuen Königs die Regentschaft ausüben sollte. 
Am 5. April 1327 wurde Wake zum Feldzug von Mortimer gegen Schottland berufen. Dieser Feldzug scheiterte jedoch völlig, und Wake diente bei den folgenden Friedensverhandlungen als einer der englischen Unterhändler. Der in Edinburgh ausgehandelte Frieden, der 1328 vom Parlament in Northampton bestätigt wurde, führte dazu, dass er wie viele anderen Barone, die sogenannten „Enterbten“, für seine verlorenen schottischen Ländereien keinerlei Entschädigung erhielt, obwohl er zunächst zu den wenigen Baronen gehörte, deren Ansprüche die Regierung verteidigen wollte. Dies und Mortimers rasanter Machtzuwachs führten dazu, dass Wake seinen Schwiegervater Lancaster unterstützte, der Mortimers Machtzuwachs ablehnte. Im April 1328 verlor Wake darauf sein Amt als Constable of the Tower und im Mai das Amt des Forstrichters. Wie sein Schwiegervater weigerte Wake sich, im Oktober 1328 am Parlament in Salisbury teilzunehmen. Während der Treffen der unzufriedenen Barone im Dezember in London war er einer der Sprecher seines Schwiegervaters. Am 29. Dezember ließ Mortimer vom König verkünden, dass der König gegen die wachsende Opposition vorgehen würde, versprach jedoch allen sein Pardon, die sich vor dem 7. Januar 1329 dem König unterwerfen würden. Wake erklärte wie Lancaster und andere, dass er nicht gegen den König vorgehen würde, was aber nicht ausreichte. Am 16. Januar befahl der König die Beschlagnahme der Ländereien der Rebellen. Lancaster und seine Anhänger mussten sich daraufhin bei Bedford ergeben. Wake durfte seine Ländereien gegen die Zahlung einer enorm hohen Strafe von 15.000 Mark behalten. Er hatte die Strafe noch nicht bezahlt, als er ein Jahr später verdächtigt wurde, an der vermuteten Verschwörung seines Schwagers Thomas of Woodstock beteiligt zu sein. Seine Ländereien wurden erneut beschlagnahmt, und Wake floh nach Frankreich.

## Teilnahme am Krieg gegen Schottland
Wake blieb im Exil, bis im Oktober 1330 Mortimer durch den jungen König gestürzt wurde. König Eduard III. rief ihn zurück nach England, begnadigte ihn förmlich und befahl am 9. Dezember die Rückgabe seiner Ländereien und am 12. Dezember den Erlass der unbezahlten Strafe. Letztlich versuchte der König am 20. Dezember den schottischen König David II. dazu zu bewegen, Wake seine Besitzungen in Schottland zurückzugeben. Dies blieb jedoch trotz weiterer Versuche des Königs im Februar 1331 und April 1332 erfolglos. Dafür ernannte der König Wake am 18. Oktober 1331 zum Verwalter der Kanalinseln, dieses Amt behielt er bis zum 3. Februar 1333. Im Sommer 1332 wollte er offenbar an dem Versuch der Enterbten teilnehmen, mit einer Armee in Schottland einzufallen und Edward Balliol die schottische Krone zu verschaffen. Er verpfändete einige seiner Güter, um Geld für den Feldzug zu beschaffen. Im Sommer 1332 war er jedoch in einem bereits lange währenden Streit mit dem Abt von Croyland Abbey in Lincolnshire bereit, mit Waffengewalt gegen die Abtei vorzugehen. Nur die Intervention des Sheriffs verhinderte eine gewalttätige Fehde, doch aufgrund dieses Streits nahm Wake nicht an dem Feldzug der Enterbten nach Schottland teil. Nachdem der Versuch der Enterbten zunächst gescheitert war, nahm Wake 1333 und 1334 an den Feldzügen des englischen Königs nach Schottland teil, mit denen dieser den Thronanspruch von Edward Balliol unterstützen wollte. Im Juni 1334 bezeugte Wake in Newcastle das Abkommen, in dem Balliol im Gegenzug große Teile von Südschottland an England abtrat. Im September 1337 führte Wake von Carlisle aus einen Überfall nach Schottland. 

## Weiterer Dienst als Ratgeber und Gesandter für Eduard III.
1335 gehörte er zu den Gesandten, die mit Bischof William Airmyn von Norwich nach Frankreich reisten, um im Vorfeld des Hundertjährigen Krieges noch Verhandlungen mit Frankreich zu führen. Er nahm jedoch 1338 nicht am Feldzug des Königs nach Nordfrankreich teil, sondern blieb zur Verteidigung der Scottish Marches in Nordengland. Nach der kurzzeitigen Rückkehr des Königs nach England im Frühjahr 1340 gehörte er zu den Komitees, die das Parlament einsetzte, um die angespannten königlichen Finanzen zu untersuchen und um Petitionen zu empfangen. Im April wurden ihm alle Schulden gegenüber der Krone erlassen und er gehörte zu den Steuerschätzern, die vom Parlament für die Besteuerung der City of London eingesetzt wurden. Als der König in die Niederlande zurückkehrte, wurde er am 28. Mai in den Rat berufen, der den Regenten, den jungen Thronfolger Edward of Woodstock beraten sollte. 
Nach der unerwarteten Rückkehr des Königs nach England wurde Wake am 12. Dezember 1340 beauftragt, Beschwerden gegen die Regierung zu sammeln und gehörte einer Kommission an, die Korruptionsvorwürfe gegen königliche Beamte in Ostengland untersuchte. Der Zorn des Königs richtete sich vor allem gegen Erzbischof John Stratford von Canterbury, und Wake gehörte einer Delegation von Baronen an, die 1341 die Beschwerden des Königs gegen den Erzbischof anhörten. Auch während der Parlamente von 1341, 1344, 1346 und im Januar 1346 prüfte er Petitionen. Von 1341 bis 1342 hat er wahrscheinlich eine Pilgerreise nach Santiago de Compostela unternommen.
Während des andauernden Kriegs mit Schottland wurde seine Burg Liddel Castle im Februar 1346 von den Schotten belagert und im Oktober schließlich erobert. Wegen seiner schlechten Gesundheit konnte Wake nicht mehr selbst an den Kämpfen in den Scottish Marches teilnehmen. Seine genaue Todesursache ist nicht bekannt, vermutlich starb er an der Pest während ihres ersten Ausbruchs in England. Er wurde in der von ihm gestifteten Haltemprice Priory begraben.

## Erbe und Nachwirkung
Wake war oft verschuldet, dennoch war er ein großzügiger Förderer von Klöstern und der geistlichen Orden. 1322 gründete er mit Hilfe des Augustinerpriorats von Bourne in Cottingham eine Niederlassung der Augustiner-Chorherren, die er jedoch 1326 in das nahe gelegene Haltemprice verlegte. Daneben gründete er  1338 in Ware eine Franziskanerniederlassung. Neben weiteren Stiftungen plante er vor seinem Tod die Gründung einer Niederlassung des Kreuzherrenordens von Bologna in Kirkymoorside in Yorkshire, die er jedoch nicht mehr realisieren konnte, sowie weitere Stiftungen. 
Seine Ehe mit Blanche of Lancaster war kinderlos geblieben. Nach seinem Tod erbte seine Schwester Margaret den Titel Baron Wake sowie seine Besitzungen, nach ihrem Tod fiel der Titel an ihre Kinder. 